# Uwe Amthor
Uwe Amthor (* 20. Januar 1945 in Berlin) ist ein deutscher Politiker der SPD.

## Leben und Beruf
Nach dem Abitur 1965 ging Amthor, der evangelisch-lutherischen Glaubens ist, als Soldat auf Zeit für zwei Jahre zur Bundeswehr. Anschließend studierte er Chemie und Biologie an der Universität Hamburg. Von 1974 bis zu seinem Eintritt in den Ruhestand war er Lehrer für diese beiden Fächer am Bismarck-Gymnasium in Hamburg-Eimsbüttel. Er gehört der Gewerkschaft Erziehung und Wissenschaft, der Gesellschaft Deutscher Chemiker und der Gesellschaft Deutscher Naturforscher und Ärzte an. Außerdem war er Mitglied der Deutsch-Sowjetischen Gesellschaft.

## Politik
Amthor ist 1974 in die SPD eingetreten. Von 1975 bis 1979 und seit 1982 war er Vorsitzender des Ortsvereins Kaltenkirchen, von 1978 bis 1980 stellvertretender Kreisvorsitzender im Kreis Segeberg. Von 1978 bis 1982 war Amthor Mitglied des Kreistages im Kreis Segeberg. Von 1983 bis 1992 war er Landtagsabgeordneter in Schleswig-Holstein, dabei war er von 1987 bis 1992 Vorsitzender des Sozialausschusses.